# スイスの国旗
スイスの国旗は、スイス建国のもととなった原三州のひとつシュヴィーツ州の旗をもとに作られた。

## 関連する旗

シュヴィーツ州の旗
商船旗（縦横比2:3） 国際的な場などで縦横比を統一する場合には、この旗を国旗として扱うことがある。

## 歴史

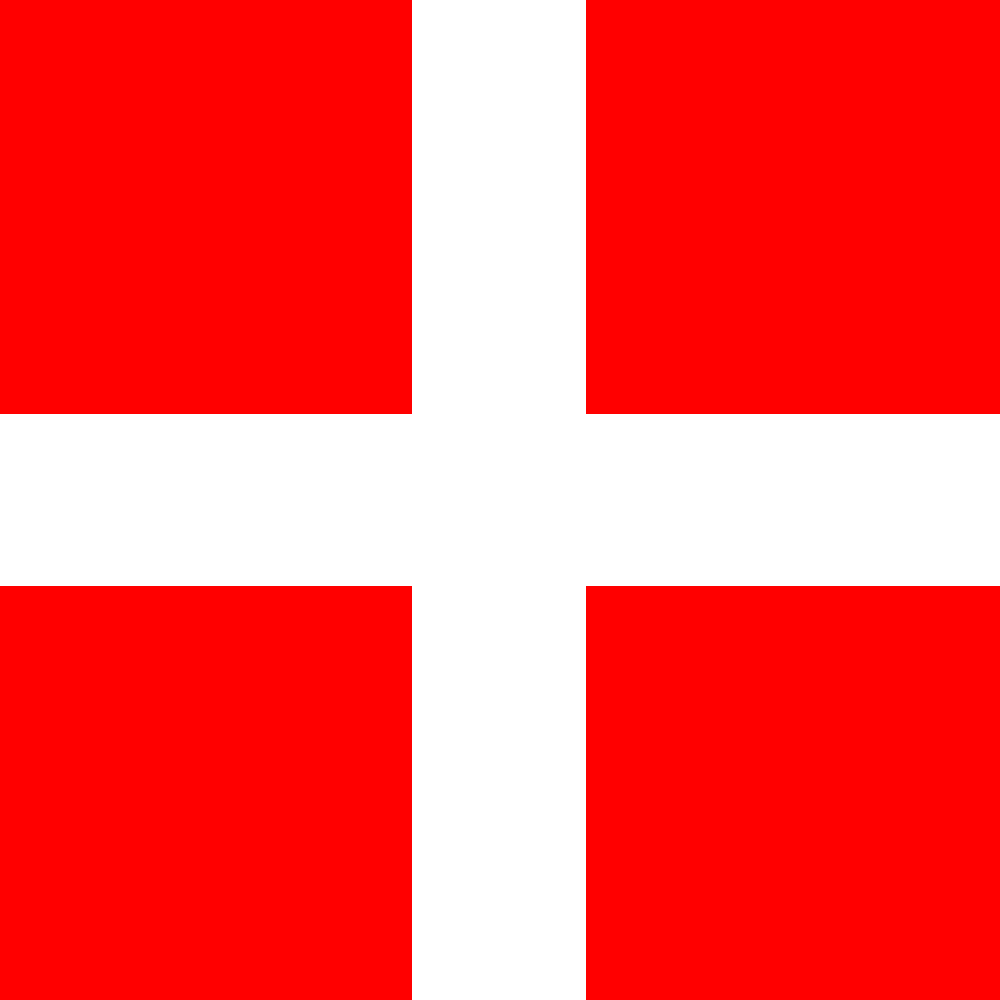
?旧スイス連合の旗
?旧スイス連合の旗
?ヘルヴェティア共和国の旗
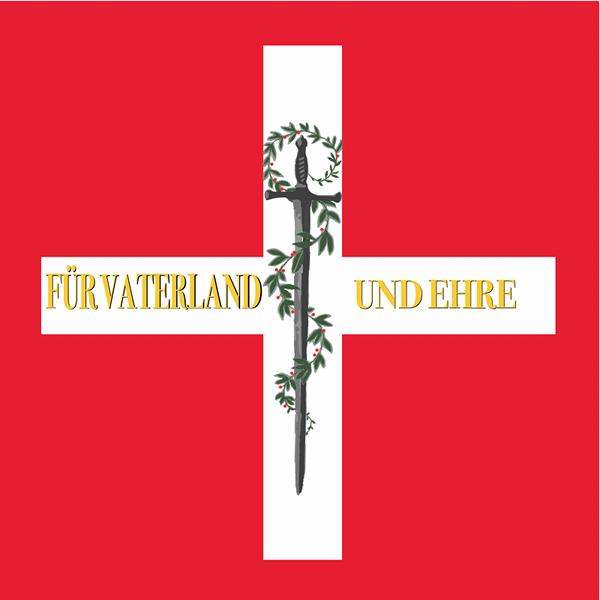
?1815年の旗

15世紀に原型となるデザインが登場し、19世紀には現在の旗のデザインに確立した。
そして1931年には、国のシンボルとしてこの国旗を規定し、マークの乱用を禁止する法律が制定された。

## 赤十字およびその派生の取り扱い

赤十字旗

スイスの国旗の配色を転倒して赤十字の標章が作成されていることから、ほとんどの国が加入する戦地にある軍隊の傷者及び病者の状態の改善に関する1949年8月12日のジュネーブ条約（ジュネーヴ諸条約 (1949年) の第一条約。傷病者保護条約）では、「商標としてであると又はその一部としてあるとを問わず、商業上の道徳に反する目的で又はスイス人の国民感情を害する虞のある状態で私人、団体又は商社がスイス連邦の紋章又はそれを模倣した記章を使用することは、常に禁止する」（同条約35条より一部抜粋）などと、スイスの紋章の濫用を防止するための特別な扱いが国際的に定められている。

### 日本

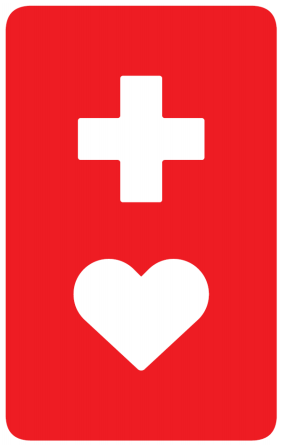
ヘルプマーク

基準薬局制度が開始された際、看板に当初、赤十字を反転した赤地に白の十字マークが発表されたが、スイスからのクレームがあり、白地に青の十字マークに変更された。
他に、公共スペースで手助けを要する人のために東京都が制定したヘルプマークが、赤十字を反転させた絵柄を組み合わせている。